# Пири Реис
Пѝри Реѝс (на турски: Piri Reis; ок. 1480 – 1555) е османски мореплавател и картограф. Известен е с мореплавателския атлас Бахрие „Морска книга“ (Kitab-ı Bahriye) и картите на света, показващи Америка и Антарктида.

## Биография
Рождената му дата не се знае точно. Роден е между 1465 и 1470 г. в Галиполи (Гелиболу), Турция, на полуостров Галиполи, пролива Дарданели). Истинското му име е Хаджи Мухиддѝн Пѝри ибн Хаджѝ Мехмѐд. Син е на Хаджи Али Мехмед от град Караман и племенник на известния османски мореплавател Кемал Реис.
Приблизително след 1481 г. започва да плава заедно с чичо си, който е пират в Средиземно море. През 1487 г. заедно с него отива на помощ на мюсюлманите в Испания. Между 1491 – 1493 г. участва в нападенията на островите Сицилия, Сардиния, Корсика и южните брегове на Франция. Започвайки служба за Османската империя заедно с чичо си, той бил капитан на боен кораб в Османско-венецианската война от 1499 – 1502 г. След смъртта на чичо си, през 1511 г. се оттегля в гр. Галиполи, работи върху „Морска книга“ и през 1513 г. начертава карта на света.
Воюва като капитан в османския флот при Египетската операция през 1516 г. През 1517 г. предлага първата начертана карта на Явуз Султан Селим („Смелият“). След като завършва „Морска книга“ през 1521 г., участва в Родоската операция от 1522 г. През 1524 г. направлява кораба на великия везир Ибрахим Паша, пътуващ за Египет. През 1525 г. поради интереса на великия везир преработва „Морска книга“ с негова помощ и я подарява на падишаха султан Сюлейман I, „Законодателя“ (или наричан още „Великолепни“), заедно с начертаната през 1528 г. втора карта на света.
След 1528 г. служи в южните морета. След превземането на град Аден (в дн. Йемен) от португалците, той е назначен за капитан в Османския суецки флот, но на 26 февруари 1548 г. Аден е превзет обратно. През 1552 г., превземайки важната португалска база в Мускат (Маскат) и след това остров Кешъм (в Персийския залив), обсажда крепостта Хормуз. После се насочва на север, узнавайки решението на португалците да затворят Персийския залив. След като завладява Катарския полуостров и остров Бахрейн, заминава за Египет. Губернаторът на Басра, Кубад паша, поискал помощта му по време на тези нападения, но Пири Реис изоставя флотата, намираща се в Персийския залив. По-късно е обявен за виновен за тези си действия и е публично обезглавен през 1554 г. или 1555 г. в Кайро.

## Картография
Пири Реис, който е толкова велик картограф, колкото и велик мореплавател, пътешества още от пиратските си години и използвайки своята и получена от чужди източници информация, в книгата си описва историческите и географските особености на континентите и начертава картите си.
„Морска книга“, която е написана в стихове, в началната си част събира всички познания, свързани с мореплаването, и след общите разяснения ни запознава с Егейско и Средиземно море. След описанията на ураганите, видовете ветрове, след бележките и картите са отразени в мащаб обхващащите света морета и сушата. Описва подробно португалските постижения в мореплаването и откритията им, Китайско море, Индийския океан, ветровете в Средиземно и Егейско море, Персийския залив и Атлантическия океан.
Картовата част, започваща с надписи с равен почерк, съставлява същинския текст. В тази част се разглежда целия басейн на Средиземно море, започвайки от пролива Дарданели, последван от историческа и географска информация за бреговете на Егейско море и островите му, бреговете на Адриатическо море, Западна Италия, Южна Франция и островите около бреговете на Източна Испания, изследвайки африканските брегове, Палестина, Сирия, Кипър и бреговете на Мала Азия и стигайки до Мармарис. Днес прочутата карта се намира в истанбулския музей „Топкапъ“.
По време на преустройството на двореца Топкапъ в музей през 1929 г. е намерена карта на света на Пири Реис. Освен намерената в двореца Топкапъ карта, в Националната берлинска библиотека се съхраняват и атласи на Пири Реис. Те точно показват Средиземно море и околностите на Мъртво море.